# Reinhard Schwarzenberger
Reinhard Schwarzenberger, född 7 januari 1977 i Saalfelden am Steinernen Meer i delstaten Salzburg, är en österrikisk tidigare backhoppare. Han representerade Turn- und Sportunion St. Veit i Pongau.

## Karriär
Reinhard Schwarzenberger deltog i junior-VM 1994 på hemmaplan i Breitenwang och vann en bronsmedalj i lagtävlingen. Under junior-VM 1995 i Gällivare i Sverige vann Schwarzenberger två silvermedaljer. I den individuella tävlingen blev han endast slagen av Tommy Ingebrigtsen från Norge och i lagtävlingen blev Österrike tvåa efter guldvinnarna från Tyskland och före Japan.
Schwarzenberger debuterade i världscupen under tysk-österrikiska backhopparveckan säsongen 1994/1995. I öppningstävlingen i backhopparveckan, i Schattenbergschanze i Oberstdorf i Tyskland, vann Schwarzenberger tävlingen 1,2 poäng före landsmannen Andreas Goldberger och 2,8 poäng före Jens Weissflog från Tyskland. Reinhard Schwarzenberger vann även nyårstävlingen (och deltävlingen i världscupen) i Große Olympiaschanze i Garmisch-Partenkirchen 1 januari 1996. Hann vann före Espen Bredesen från Norge och Jens Weissflog och blev nummer tre sammanlagt i backhopparveckan säsongen 1995/1996. Jens Weissflog vann turneringen före Ari-Pekka Nikkola från Finland. Schwarzenberger tävlade 11 säsonger i världscupen och blev som bäst nummer 9 sammanlagt säsongen 1995/1996.
Schwarzenberger startade i VM i skidflygning 1996 på hemmaplan i Kulm i Bad Mitterndorf i Steiermark Där blev han nummer 13. Landsmannen Andreas Goldberger vann VM-tävlingen. Under skidflygnings-VM 1998 i Heini Klopfer-backen i Oberstdorf blev han nummer 21.
Reinhard Schwarzenberger tävlade i Skid-VM 1995 i Thunder Bay i Kanada. Där blev han nummer 22 i normalbacken och nummer 7 i storabacken. I lagtävlingen blev han nummer 6 tillsammans med lagkamraterna. I Skid-VM 1999 på hemmaplan i Ramsau am Dachstein blev han nummer 10 (normalbacken) och 13 (stora backen) i de individuella tävlingarna. I lagtävlingen blev Österrike (Andreas Widhölzl, Martin Höllwarth, Reinhard Schwarzenberger och  Stefan Horngacher) nummer tre efter Tyskland och Japan och vann bronsmedaljen. 
Schwarzenberger deltog i olympiska spelen 1998 i Nagano i Japan. Där blev han nummer 11 i normalbacken och nummer 7 i stora backen i Hakuba. I lagtävlingen vann österrikiska laget  (Reinhard Schwarzenberger, Martin Höllwarth, Stefan Horngacher och Andreas Widhölzl) en bronsmedalj efter guldvinnarna från Japan och slivermedaljörerna från Tyskland.
Reinhard Schwarzenberger avslutade sin backhoppningskarriär 2007.